# Segundo sitio al Fuerte de Arauco
El segundo sitio al fuerte de Arauco fue una batalla de la guerra de Arauco, hecho de armas del 14 de abril al 26 de mayo de 1563.

## Antecedentes
Durante el primer cerco del fuerte Arauco, y después de varios días de combate, los indígenas comprendieron que sólo podían rendir la plaza mediante un sitio largo y lo alzaron el 18 de febrero de 1563, posiblemente para cosechar el maíz, sin el cual habrían tenido que pasar un invierno de hambre.
Pedro de Villagra, viendo los caminos abiertos, con algunos hombres se dirigió a Concepción a buscar refuerzos y provisiones dejando en Arauco a Lorenzo Bernal del Mercado con noventa hombres. Jamás regresó a su base, porque el Gobernador Villagra no lo autorizó para hacerlo.  El Gobernador contaba con muy escasos recursos en Concepción, y a su vez temía que los indios de la región, incitados al levantamiento por sus compatriotas, cayeran sobre la ciudad el día que la viesen desguarnecida. A causa de este estado de cosas, le fue forzoso dejar a los defensores de Arauco sin socorro alguno, y sin más elementos que los que habían salvado de los combates y del incendio del primer sitio.

## Sitio
Terminada la recolección de las cosechas y los mapuches volvieron a sitiar Arauco el 14 de abril de 1563. Esta vez venían preparados para poner en la plaza un sitio en regla. Se acercaron metódicamente, protegidos por tablones de madera, construyendo parapetos y haciendo trincheras, hasta situarse a 150 metros de las murallas.
Convencidos de que anteriormente habían cometido el error de no cortar el agua a los sitiados, los mapuches fortificaron el paso a un riachuelo de donde los españoles obtenían el líquido. Luego, echaron al agua los cadáveres, los cuales, al pudrirse, la hicieron putrefacta e intomable, aunque los españoles se la tomaban igual. Al final los sitiadores desviaron el riachuelo. El número de caballos muertos de sed pasó de ochenta.
Los mapuches también recurrieron a la guerra "psicológica" notificando de viva voz que habían asaltado y destruido Concepción, lo que significaba quedar con la retaguardia cortada y entregados a lo que pudiesen recibir por mar. Lo que más intranquilizó a los españoles fueron las cabezas de soldados ensartadas en las lanzas y que exhibían como de combatientes derrotados en Concepción.
Los combates se sucedieron, casi sin intermitencias, durante los días que duró el sitio. Los mapuches hicieron funcionar contra la plaza el cañón que habían quitado en el asalto anterior y los arcabuces. Buscaron el cansancio y el agotamiento de los recursos de los defensores de la plaza para hacerla caer de hambre y sed.
Bernal del Mercado, al mando en ausencia de Pedro de Villagra, se dio cuenta de que el sitio iba a ser largo, por lo que impuso en el campamento una estricta política, racionando los alimentos y en especial el agua, que ahora se extraía escasamente de un pozo que se hizo dentro del fuerte. Como una medida desesperada para disminuir las bocas que debía alimentar, echó fuera del fuerte a todos los indios auxiliares, los que fueron masacrados por los mapuches.
Cuando ya toda resistencia parecía imposible, en la segunda quincena de mayo cayó una lluvia torrencial que permitió a los sitiados proveerse abundantemente de agua, levantándoles el ánimo.
Las lluvias continuaron cuando intempestivamente una desastrosa epidemia de disentería redujo peligrosamente los batallones de los mapuches y les obligó a levantar el cerco hacia el 26 de mayo, después de perder más de quinientos hombres.
Concluía así un enfrentamiento donde la resistencia se hizo en condiciones desesperadas durante los 42 días en que fueron sitiados, debido a la falta de víveres y la imposibilidad de contar con refuerzos porque los levantamientos indígenas habían aislado la zona.

## Consecuencias
Las aflicciones de los hispanos no terminaron allí, pues carecían de recursos para sostenerse sin alimentos, ropas, etc. Finalmente, un día divisaron las velas de los barcos que llegaban de Concepción con instrucciones de evacuarlos. Los sitiadores se retiraron prudentemente.
Se desmantelaron los cañones y se embarcó secretamente todo lo que se pudo. El 15 de julio, cuando los últimos soldados abandonaron el fuerte, Bernal del Mercado, con 75 hombres montados, se dirigió por la peligrosa ruta de Nahuelbuta hacia Angol mientras la ciudad abandonada era incendiada y saqueada por los mapuches. Dos días más tarde los españoles llegaban a Angol, y los mapuches quedaban dueños del litoral.